# Vysšaja Liga 2025 (Tagikistan)
La Vysšaja Liga 2025, anche nota come 1xBet League 2025 per motivi di sponsorizzazione, è la 34ª edizione del massimo livello del campionato di calcio del Tagikistan, iniziata il 7 marzo 2025 e con termine nel dicembre 2025.
La squadra campione in carica è l'Istiklol, che ha vinto il suo tredicesimo titolo nazionale nell'edizione 2024.

## Stagione

### Novità
Dalla stagione precedente è stato retrocesso il Kuktoš, ultimo classificato in campionato. Al suo posto dalla Ligai Yakumi è stato promosso l'Hulbuk.

### Formula
Le 12 squadre partecipanti giocano un girone all'italiana con partite di andata e ritorno, per un totale di 22 giornate. Al termine di esse, la prima classificata è campione del Tagikistan e si qualifica per la AFC Champions League Two 2026-2027. L'ultima classificata è invece retrocessa in Ligai Yakumi, mentre la penultima gioca uno spareggio promozione-retrocessione per la permanenza in massima serie.

## Squadre partecipanti
| Squadra              | Città      | Stagione precedente    |
| -------------------- | ---------- | ---------------------- |
| Barqi                | Hisor      | 9° in Vysšaja Liga     |
| CSKA Pamir           | Dušanbe    | 4° in Vysšaja Liga     |
| Ėskhata Khujand      | Xuçand     | 6° in Vysšaja Liga     |
| Hulbuk               | Hulbuk     | Ligai Yakumi           |
| Istaravšan           | Istaravšan | 10° in Vysšaja Liga    |
| Istiklol             | Dušanbe    | Campione di Tagikistan |
| Khosilot Farkhor     | Farchor    | 8° in Vysšaja Liga     |
| Khujand              | Xuçand     | 2° in Vysšaja Liga     |
| Panjsher Kolkhozabad | Balch      | 11° in Vysšaja Liga    |
| Ravšan               | Kūlob      | 3° in Vysšaja Liga     |
| Regar-TadAZ          | Tursunzoda | 7° in Vysšaja Liga     |
| Vachš                | Boxtar     | 5° in Vysšaja Liga     |

## Classifica finale
|                       | Pos. | Squadra              | Pt | G | V | N | P | GF | GS | DR |
| --------------------- | ---- | -------------------- | -- | - | - | - | - | -- | -- | -- |
| Tagikistan (bandiera) | 1.   | Barqi                | 0  | 0 | 0 | 0 | 0 | 0  | 0  | 0  |
|                       | 2.   | CSKA Pamir           | 0  | 0 | 0 | 0 | 0 | 0  | 0  | 0  |
|                       | 3.   | Ėskhata Khujand      | 0  | 0 | 0 | 0 | 0 | 0  | 0  | 0  |
|                       | 4.   | Hulbuk               | 0  | 0 | 0 | 0 | 0 | 0  | 0  | 0  |
|                       | 5.   | Istaravšan           | 0  | 0 | 0 | 0 | 0 | 0  | 0  | 0  |
|                       | 6.   | Istiklol             | 0  | 0 | 0 | 0 | 0 | 0  | 0  | 0  |
|                       | 7.   | Khosilot Farkhor     | 0  | 0 | 0 | 0 | 0 | 0  | 0  | 0  |
|                       | 8.   | Khujand              | 0  | 0 | 0 | 0 | 0 | 0  | 0  | 0  |
|                       | 9.   | Panjsher Kolkhozabad | 0  | 0 | 0 | 0 | 0 | 0  | 0  | 0  |
|                       | 10.  | Ravšan               | 0  | 0 | 0 | 0 | 0 | 0  | 0  | 0  |
|                       | 11.  | Regar-TadAZ          | 0  | 0 | 0 | 0 | 0 | 0  | 0  | 0  |
|                       | 12.  | Vachš                | 0  | 0 | 0 | 0 | 0 | 0  | 0  | 0  |

Legenda:

      Campione di Tagikistan e ammessa alla AFC Champions League Two 2026-2027

 Ammessa allo spareggio promozione-retrocessione.

      Retrocessa in Ligai Yakumi 2026
Tre punti a vittoria, uno a pareggio, zero a sconfitta.
La classifica viene stilata secondo i seguenti criteri:
- Punti conquistati
- Differenza reti generale
- Reti totali realizzate